# Hirsutella strigosa
Hirsutella strigosa är en svampart som beskrevs av Petch 1939. Hirsutella strigosa ingår i släktet Hirsutella och familjen Ophiocordycipitaceae.   Inga underarter finns listade i Catalogue of Life.